# Kruszowice
Kruszowice (deutsch Kunzendorf) ist ein Dorf in Niederschlesien. Der Ort liegt in der Gmina Bierutów im Powiat Oleśnicki in der polnischen Woiwodschaft Niederschlesien.

## Geographie

### Geographische Lage
Das Straßendorf Kruszowice liegt vier Kilometer südwestlich des Gemeindesitzes Bierutów (Bernstadt an der Weide), 16 Kilometer südöstlich der Kreisstadt Oleśnica (Oels) und 50 Kilometer östlich der Woiwodschaftshauptstadt Breslau. Der Ort liegt in der Nizina Śląska (Schlesische Tiefebene) innerhalb der Równina Oleśnicka (Oelser Ebene). Der Ort liegt am linken Ufer der Widawa (Weide), einem rechten Zufluss der Oder. Südlich von Kruszowice befinden sich weitläufige Waldgebiete.

### Nachbarorte
Nachbarorte von Kruszowice sind im Westen Paczków (Patschkey), im Norden Kijowice (Vogelsang) und im Osten Karwiniec (Langenhof).

## Geschichte

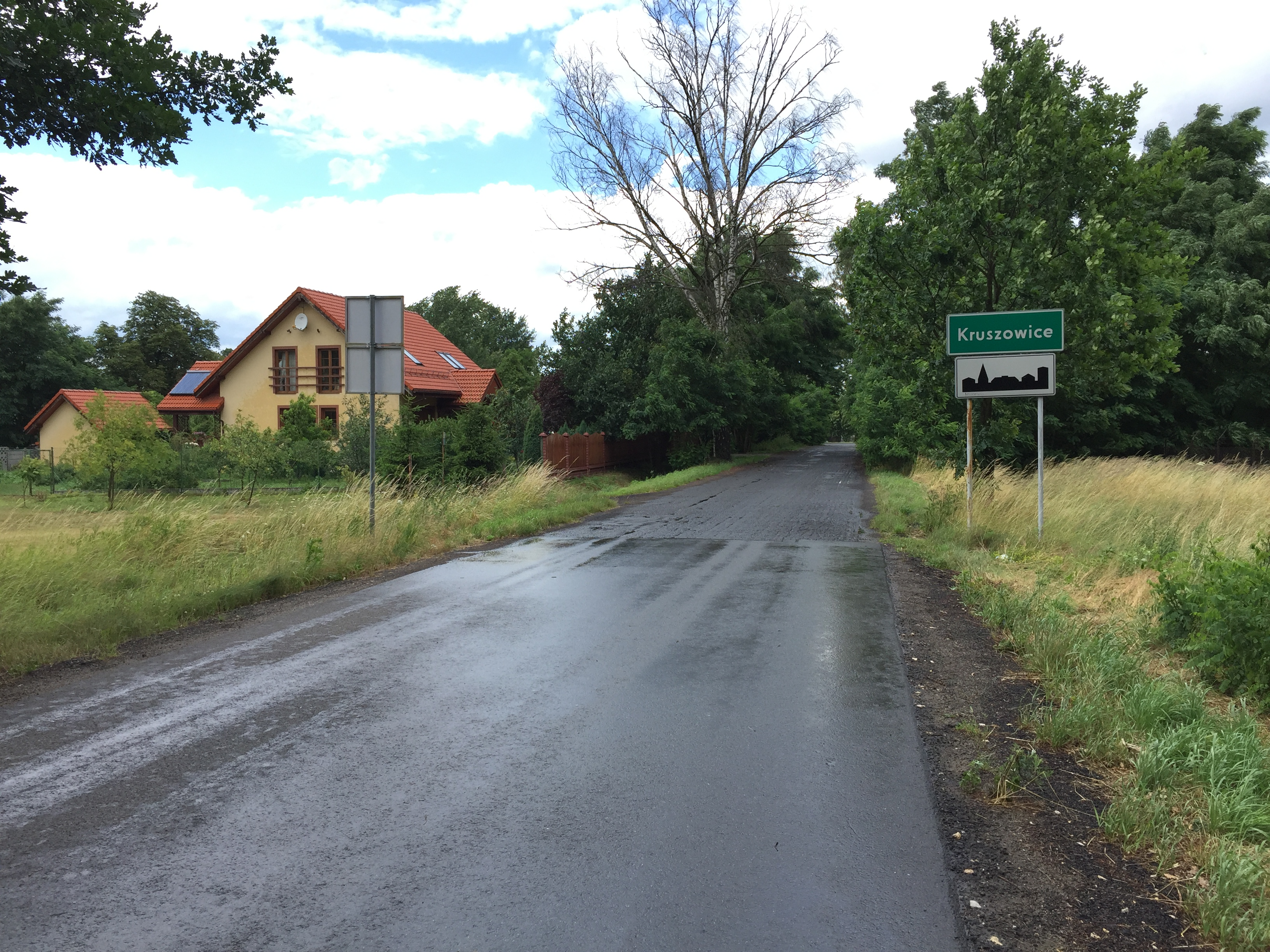
Ortseingang

Nach dem Ersten Schlesischen Krieg 1742 fiel Kunzendorf zusammen mit dem größten Teil Schlesiens an Preußen.
Nach der Neugliederung Preußens gehörte die Landgemeinde Kunzendorf ab 1815 zur Provinz Schlesien und war ab 1816 dem Landkreis Oels eingegliedert. 1874 wurde der Amtsbezirk Kunzendorf gegründet, welcher die Landgemeinden Cunzendorf, Langenhof, Patschkey, Taschenberg und Vogelgesang sowie die Gutsbezirke Bernstadt Vorstadt, Cunzendorf, Langenhof, Patschkey und Vogelgesang umfasste. Erster Amtsvorsteher war der Herzogl. Gutspächter Krusch in Cunzendorf. 1885 zählte der Ort 199 Einwohner.
1933 zählte der Ort 204, 1939 wiederum 163 Einwohner. Bis 1945 befand sich der Ort im Landkreis Oels.
Als Folge des Zweiten Weltkriegs fiel Weidenfließ wie fast ganz Schlesien 1945 an Polen, wurde in Kruszowice umbenannt und der Woiwodschaft Breslau angegliedert. Die deutsche Bevölkerung wurde, soweit sie nicht vorher geflohen war, weitgehend vertrieben. Die neu angesiedelten Bewohner waren zum Teil Heimatvertriebene aus Ostpolen. 1999 kam der Ort zum Powiat Oleśnicki in der Woiwodschaft Niederschlesien.

## Sehenswürdigkeiten
- Denkmal für die Gefallenen des Ersten Weltkriegs – die Inschriften wurden entfernt nach 1945